# کایلی سلیگ
کایلی سلیگ (انگلیسی: Kyle Selig؛ زادهٔ ۲۸ سپتامبر ۱۹۹۲) بازیگر است. وی از سال ۲۰۱۲ میلادی تاکنون مشغول فعالیت بوده‌است.